# Пасош Словачке
Пасош Словачке је јавна путна исправа која се држављанину Словачке издаје за путовање и боравак у иностранству, као и за повратак у земљу. 
За време боравка у иностранству, путна исправа служи њеном имаоцу за доказивање идентитета и држављанства. Пасош Словачке Републике се издаје за неограничен број путовања.
Словачка је потписница Шенгена, и према томе словачки грађани могу да путују на територији Европске уније само са личном картом.
Грађанима Словачке није потребна виза за улазак у Републику Србију.

## Језици
Пасош је исписан словачким језиком као и личне информације носиоца.

## Страница са идентификационим подацима
Пасош Словачке Републике садржи следеће податке:
- Тип ('' за пасош)
- Код државе
- Серијски број пасоша
- Презиме и име носиоца пасоша
- Држављанство
- Датум рођења (ДД. ММ. ГГГГ)
- Пол ( за мушкарце или Ž / F за жене)
- Место и држава рођења
- Пребивалиште
- Издат од (назив полицијске управе која је издала документ)
- Датум издавања (ДД. ММ. ГГГГ)
- Датум истека (ДД. ММ. ГГГГ)
- Потпис и фотографију носиоца пасоша